# Kaskada naciekowa

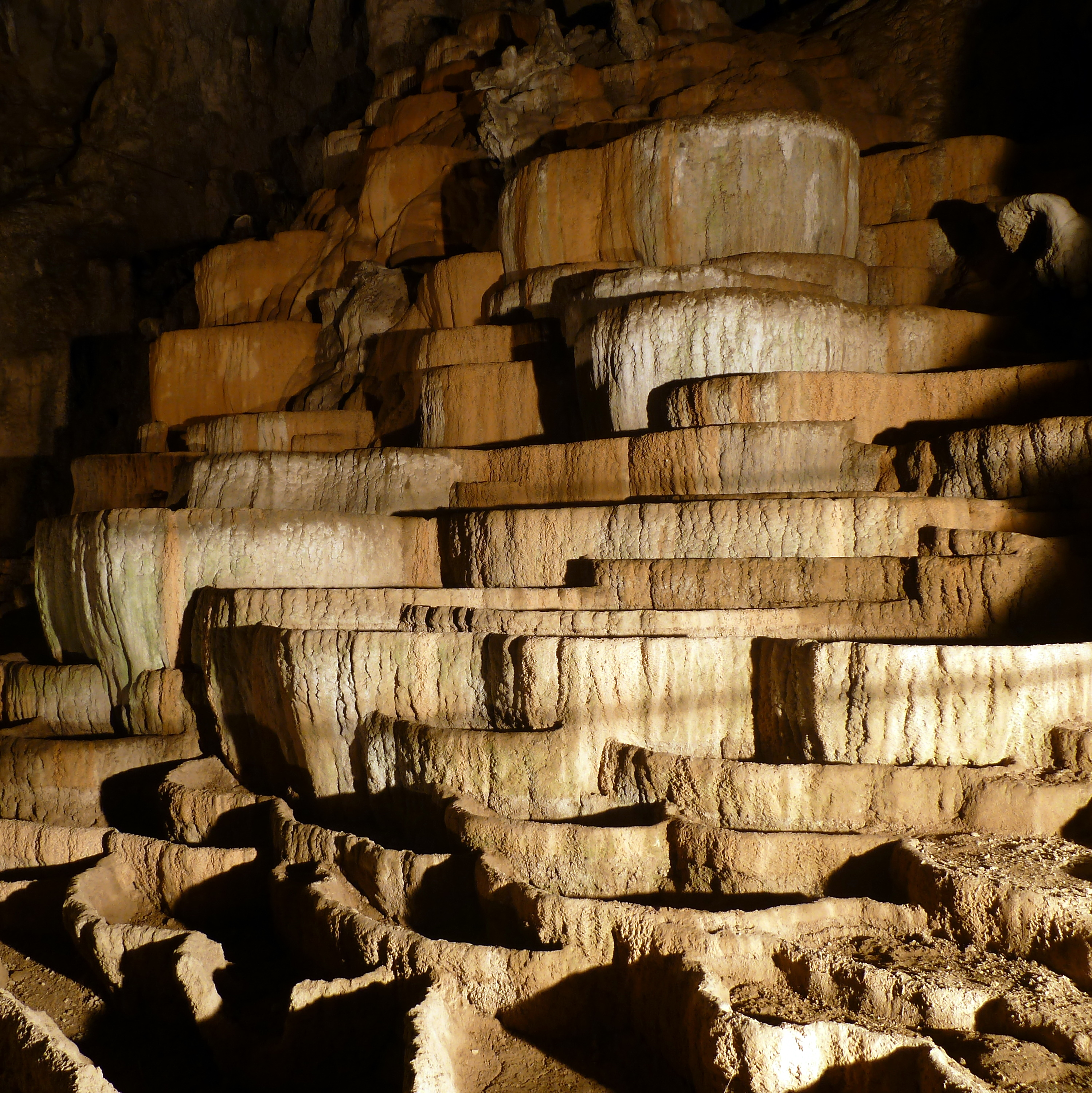

Kaskada naciekowa – naciek jaskiniowy zaliczany do grupy nacieków twardych grawitacyjnych. Nazywany jest też wodospadem naciekowym, wyglądem przypomina bowiem kaskadę wodną. Ma formę polewy naciekowej na ścianie jaskini. Powstaje przez wykrystalizowanie soli ze ściekającej wody. Kaskady naciekowe powstają z drobnokrystalicznego kalcytu i mleka wapiennego w próżniach krasowych w wyniku krystalizacji lub wytrącania się minerałów zawartych w wodach krasowych. Głównie zbudowane są z: węglanu wapnia (kalcytu, rzadziej aragonitu), gipsu, halitu, lodu lub innych minerałów.
Kaskady naciekowe powstają na nachylonej ścianie jaskini. Poprzez warstwowy przyrost na grubość tworzą się w nich ułożone na kształt stopni zgrubienia, które czasami osiągają dużą wysokość.